# Amir Tataloo

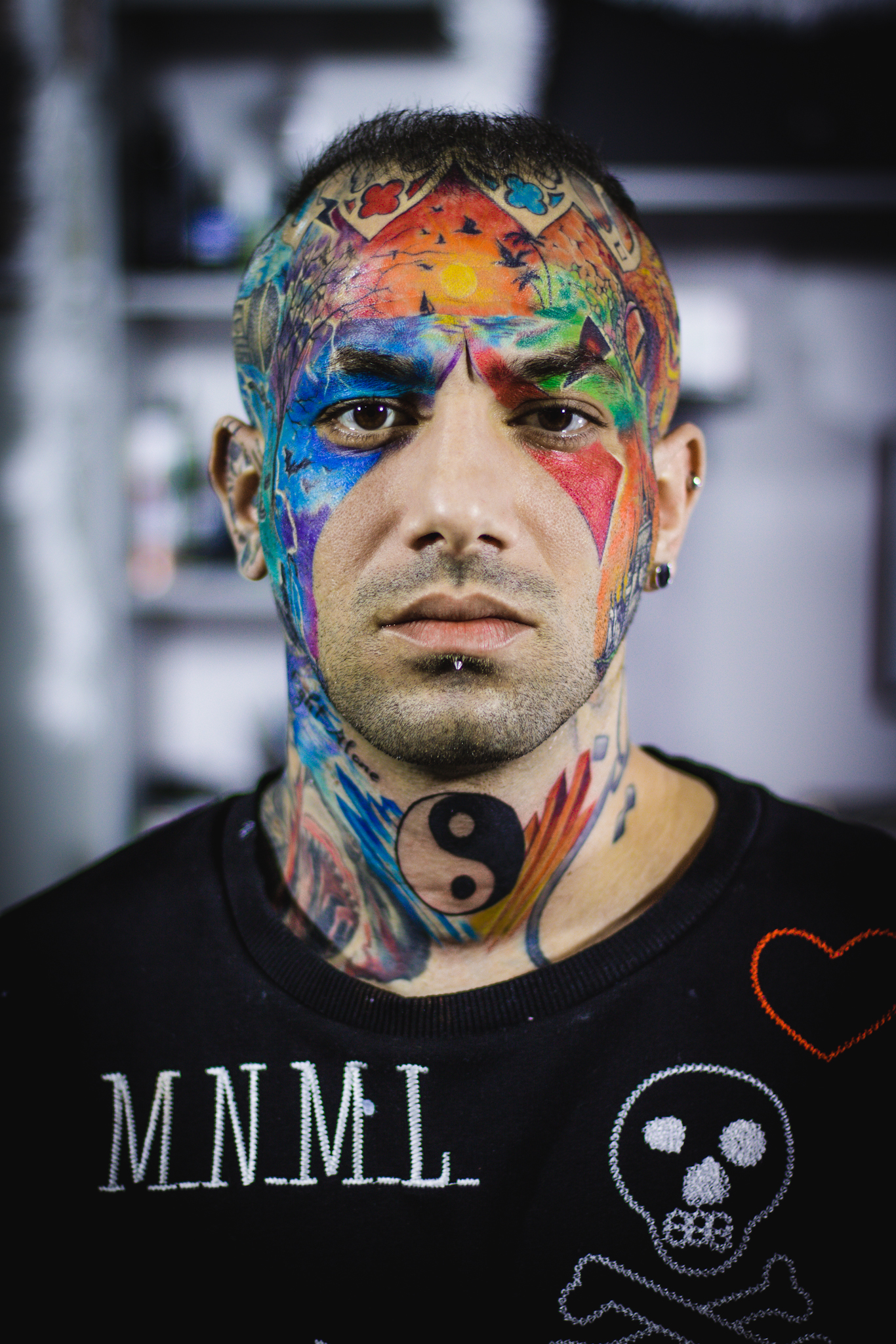
Amir Tataloo (2018)

Amir Tataloo (persisch امیر تتلو; bürgerlich Amir Hossein Maghsoudloo, persisch امیرحسین مقصودلو; * 21. September 1987 in Teheran) ist ein iranischer Sänger, Rapper und Songwriter. Er ist einer der bekanntesten und kontroversesten Künstler seines Landes und wird oft als Pionier des iranischen Hip-Hop und R&B betrachtet.
Als er im Iran lebte, wurde Tataloo 2016 und 2018 mehrmals von den Behörden der Islamischen Republik verhaftet und verbrachte Monate im Gefängnis. Im Jahr 2018 zog er in die Türkei und baute seine erfolgreiche Karriere weiter aus, indem er in der Türkei Alben veröffentlichte und große Konzerte veranstaltete, die im Iran bis 2023 nicht erlaubt waren. Frustriert vom Leben im Exil und nachdem sein iranischer Pass abgelaufen war, versuchte er, die Türkei zu verlassen, um nach Teheran zurückzukehren. Im Jahr 2023 lehnten die türkischen Behörden zunächst seine Ausreise vom Flughafen Istanbul mit einem abgelaufenen iranischen Pass ab und nahmen ihn später fest und übergaben Tataloo an die Polizei der Islamischen Republik, wo er sofort verhaftet wurde, da ihm schwere Anschuldigungen drohten. Im Januar 2025 wurde er wegen Blasphemie zum Tode verurteilt.

## Leben

### Frühes Leben und Karriere
Amir Tataloo wurde in Teheran geboren und wuchs in einer Familie iranischer Aserbaidschaner auf. Er hat vier Geschwister. Aufgrund der Arbeit seines Vaters verbrachte Amir seine Grundschulzeit in Rasht. Nach ein paar Jahren zog er zurück nach Teheran. Aufgrund der finanziellen Lage seiner Familie beschloss er, gleichzeitig zu arbeiten und zur Schule zu gehen. Im Alter von 14 bis 16 Jahren arbeitete er in einer Schreinerei und vom 16. bis zum 18. Lebensjahr in einem Lebensmittelladen. Nach seinem Schulabschluss begann er, sich der Musik zu widmen. Er begann seine Musikkarriere 2003, indem er Songs auf seinem Blog veröffentlichte. Sein erstes Album, Zire Hamkaf, wurde 2011 veröffentlicht und seitdem hat er bis 2025 insgesamt 21 Alben veröffentlicht. Sein 2021 veröffentlichtes Album Fereshte ist das erste iranische Album, das bei dem Majorlabel Universal Music Group veröffentlicht wurde.

### Musikalischer Stil und Erfolg
Tataloo ist bekannt für seine Mischung aus Pop, Rap und R&B, die ihm eine große Fangemeinde unter der jüngeren Generation im Iran beschert hat. Seine Musik thematisiert oft soziale und politische Missstände im Iran, was ihn zu einer kontroversen Figur machte. Nach dem Tod von Mahsa Amini durch die iranische Polizei im Jahr 2022 und den darauf folgenden Frau, Leben, Freiheit-Protesten verschärfte sich seine Kritik gegenüber dem iranischen Regime nochmals. Ein prägnantes Beispiel hierfür ist seine Veröffentlichung Enghelab Solh, in der der politische Führer Irans, Ayatollah Ali Khamenei, namentlich genannt und kritisiert wird.

### Beziehungen und Konflikte mit dem iranischen Regime
Tataloo hatte eine komplexe Beziehung zum iranischen Regime. Zunächst wurde er von konservativen Politikern hofiert, da sie in ihm einen Weg sahen, junge, liberal gesinnte Iraner zu erreichen. Im Jahr 2015, noch vor dem Atomabkommen, das Teheran mit den Weltmächten unterzeichnete, machte Tataloo mit der Single Nuclear Energy Schlagzeilen. In dem Musikvideo, das auf einem iranischen Kriegsschiff gedreht wurde, begrüßte der Rapper die nuklearen Ambitionen des Irans und verkündete das Recht des Landes, sich zu verteidigen. Zwei Jahre später, im Jahr 2017, traf sich Tataloo mit dem konservativen Geistlichen und damaligen Präsidentschaftskandidaten Ebrahim Raisi und unterstützte ihn. Der Rapper bekräftigte seine Unterstützung für Raisi bei den Präsidentschaftswahlen 2021, die der ehemalige Oberste Richter gewann. 2018 zog er nach Istanbul, nachdem ihm die Lizenz zum Veröffentlichen von Musik im Iran entzogen worden war. Instagram sperrte Tataloos Account 2019 wegen frauenfeindlicher Inhalte und der Förderung von Kinderheirat. In seinen Instagram-Storys behauptete Tataloo, er plane, einen „Sultanspalast“ in der Türkei zu errichten und Mädchen zwischen 15 und 20 Jahren einzuladen, ihm beizutreten. Im Dezember 2023 wurde er von den türkischen Behörden an den Iran ausgeliefert und sitzt seitdem in Haft.

### Gerichtliche Verfahren und Todesstrafe
Am 19. Januar 2025 wurde Tataloo wegen Blasphemie und Beleidigung des Propheten Mohammed zum Tode verurteilt.

## Diskografie

### Alben
- 2011: Zire Hamkaf
- 2013: Tatality
- 2014: Man
- 2015: Shomareh 6
- 2015: Mamnoo
- 2016: Shomareh 7
- 2017: Ghahreman
- 2017: Amir
- 2018: Sayeh
- 2018: Jahanam
- 2018: Barzakh
- 2019: 78
- 2020: Sheytan
- 2021: Fereshteh
- 2021: Sahm
- 2022: Boht
- 2022: Cosmos
- 2023: Behesht
- 2023: Yin Yang

### Singles (Auswahl)
| - 2008: Vay Ke Che Halie (mit Ardalan Tomeh) - 2011: Gorg - 2011: Sana Heyran - 2011: Khabam Nemibare - 2015: Dari Be Chi Fekr Mikoni - 2016: Bezar Too Hale Khodam Basham - 2016: Eyde Emsal - 2016: Baghalam Kon - 2017: Timar - 2017: Navazesh - 2017: Ba To - 2018: Rafttanet - 2018: He - 2018: Sayeh - 2018: Sadi Chand - 2018: Shabe Tire - 2018: Jahanam - 2018: Maskhare Bazi - 2018: Man 2 - 2018: Dele Man Havato Karde - 2019: Harvaght Ke Boodi - 2019: Khaar - 2019: Shabe Yalda - 2019: Ajab - 2019: Parishab | - 2019: Taziyane - 2020: Gorg 2 - 2020: Bezanam Naft Dar Biad - 2020: Darvaghe - 2020: Haramsara - 2020: Male Man Bash (mit Sohrab MJ & Orchid) - 2020: Mr. Lodeh (mit Sohrab MJ & Sepehr Khalse) - 2020: Khanoome Vaziri - 2020: Ajab 2 - 2020: Ye Saram Be Ma Bezan - 2020: Shab Ke Mishe - 2020: Mikham - 2020: Holesh (mit Tohi) - 2020: Man Bahat Ghahram - 2021: To Bezar Boro Mano - 2021: Nagoo Na - 2021: Didi !? - 2021: Gham Gerefte Hame Kooche Haye Ma Ro - 2021: Parvaz - 2022: Boht - 2022: Behesht - 2022: Shokret (mit Reza Pishro & Tohi) - 2022: Jangale Tarik (mit Reza Pishro & Ho3ein) - 2024: Ye Chizi Begoo (mit Armin Zareei) |